# Гамби
Гамби (англ. Gumby) — персонаж одноимённого телевизионного шоу, созданный известным американским мультипликатором Артом Клоки. Представляет собой человекоподобную зелёную пластилиновую куклу. При его создании использовалась кукольная мультипликация и пластилиновая анимация. С середины 1950-х по 1990-е годы анимационный сериал о Гамби трижды выходил на экраны западных телевизионных каналов, в общей сложности было отснято 233 серии, а в 1995 году вышел полнометражный фильм с этим же главным персонажем.

## История
Арт Клоки и его жена Рут придумали Гамби в начале 50-х годов, вскоре после того, как Арт окончил художественное училище. Необычная форма головы Гамби напоминает зачёсанный кок, модный во времена отца Клоки. Персонаж впервые появился в коротком самодельном анимационном фильме 1953 года «Гамбазия» (англ. Gumbasia), шаржирующем диснеевскую «Фантазию», а на телеэкран впервые попал в передаче «Howdy Doody Show» канала NBC и вскоре получил «собственное» шоу. Рут Эглстон была первой, кто озвучил нового персонажа. Её место вскоре занял Дик Билс, а позже Даллас Маккеннон; сам Клоки озвучивал лошадь Гамби по имени Поки. Первым ведущим новой передачи стал автор песен Бобби Николсон, которого вскоре сменил Пинки Ли. В общей сложности передача выходила в эфир с 16 марта по 16 ноября 1957 года.
В 1960-е годы «Шоу Гамби» показывали местные канал в разных регионах США, в том числе в Нью-Йорке и Лос-Анджелесе. Был налажен выпуск товаров, изображающих персонажей передачи, которые пользовались большой популярностью (в особенности резиновые фигурки Гамби и Поки). В 1980-е годы были отсняты новые серии мультфильма о Гамби, транслировавшиеся каналами Nickelodeon и Cartoon Network в течение следующего десятилетия, а в 1995 году вышел полнометражный анимационный фильм «Гамби: Фильм» (англ. Gumby: The Movie), где сам Клоки озвучивал сразу нескольких персонажей.

## Другие персонажи сериала и фильма
Помимо Гамби, в сериале и затем в фильме действуют следующие персонажи:
- Поки (англ. Pokey, постоянный спутник Гамби, красная пластилиновая лошадь)
- Нопи (англ. Nopey, пёс Гамби)
- Гамба и Гамбо (мать и отец Гамби)
- Блокхеды (англ. Blockheads, красные роботы с головами-параллелепипедами, основные антагонисты Гамби)
- Профессор Капп (англ. Professor Capp, сумасшедший учёный)
- Прикл (англ. Prickle, жёлтый динозавр)
- Гу (англ. Goo, летающая и меняющая форму синяя русалка)

В последних эпизодах сериала появляются также младшая сестра Гамби Минга и мамонт Денали.

## Культурное влияние
- Образ Гамби использовал Эдди Мерфи в программе «Субботним вечером в прямом эфире»[1][5]. Гамби появлялся на экране в таких известных кинофильмах, как «Это — Spinal Tap» (1984) и «Красная жара» (1988)[2].
- В 2006 году вышел документальный фильм «Дхарма Гамби» (англ. Gumby Dharma), посвящённый Арту Клоки и его героям[6].
- 12 октября 2011 года компания Google создала праздничный дудл в честь 90 лет со дня рождения Арта Клоки. В нём были показаны герои «Гамби-шоу»; сам Гамби разворачивался из пластилинового шарика в латинскую букву «l»[5][7].